# Saint-Amand-les-Eaux
Saint-Amand-les-Eaux (Nederlands: Sint-Amands-aan-de-Skarpe) is een gemeente in het Franse Noorderdepartement (Frans: département du Nord) (regio Hauts-de-France). De stad telde op 1 januari 2022 16.042 inwoners en maakt deel uit van het arrondissement Valenciennes. Saint-Amand-les-Eaux ligt aan de Skarpe.

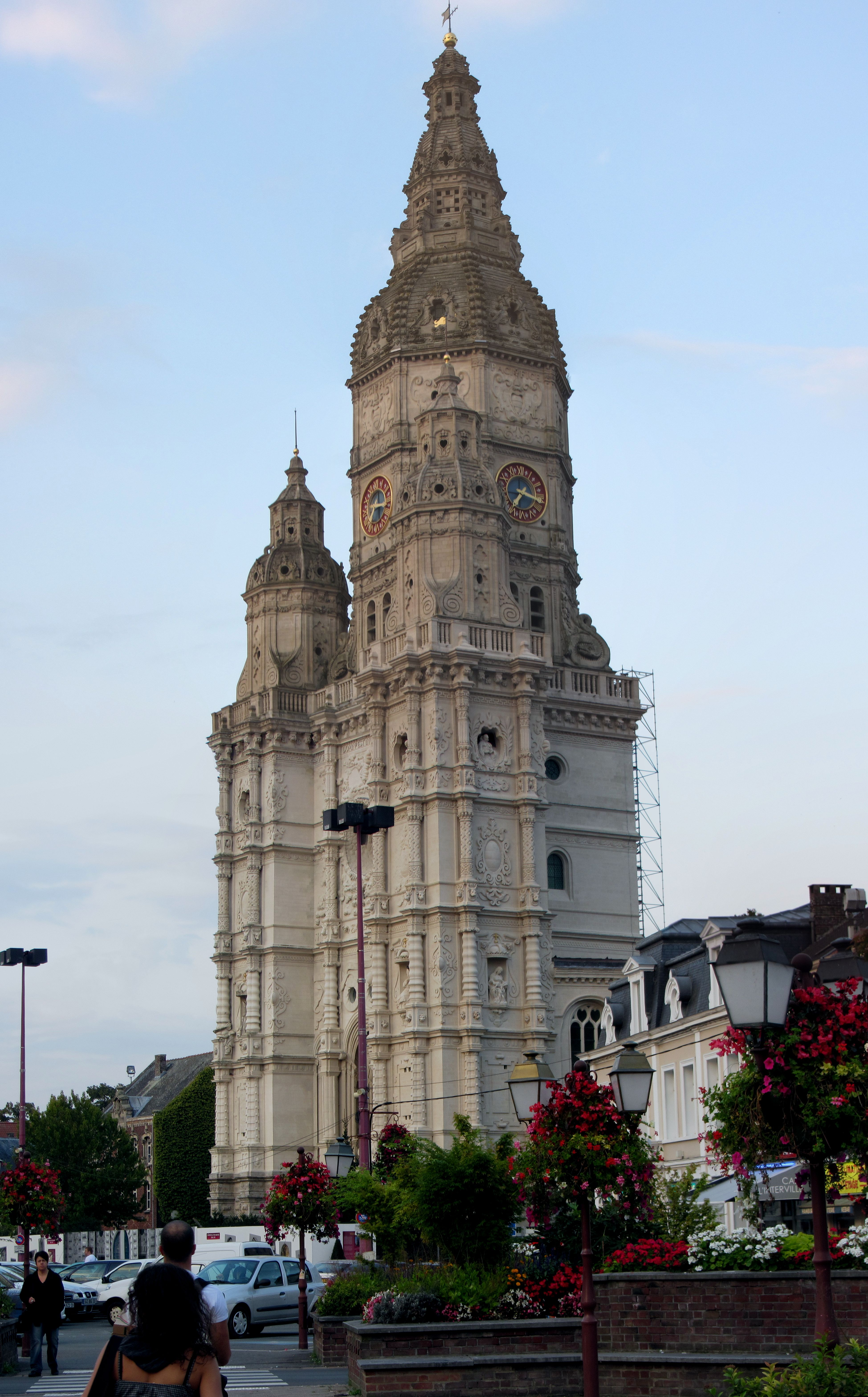
Toren van de oude abdijkerk

## Geografie
De oppervlakte van Saint-Amand-les-Eaux bedroeg op 1 januari 2022 33,81 vierkante kilometer; de bevolkingsdichtheid was toen 474,5 inwoners per km².
De stad telt verschillende wijken en gehuchten:
- La Bruyère, Le Moulin Blanc, Le Saubois liggen ten westen van de stadskern
- La Collinière, Moulin des Loups, La Grise Chemise Le Thumelart, Mont des Bruyères, La Croisette, Cubray en Saint-Amand-Thermal liggen ten zuiden en ten oosten, aan de overkant van de Skarpe.

De bebouwing bevindt zich vooral in het noordelijk deel van de gemeente. Het zuidoostelijke deel wordt ingenomen door het staatsbos van Saint-Amand.

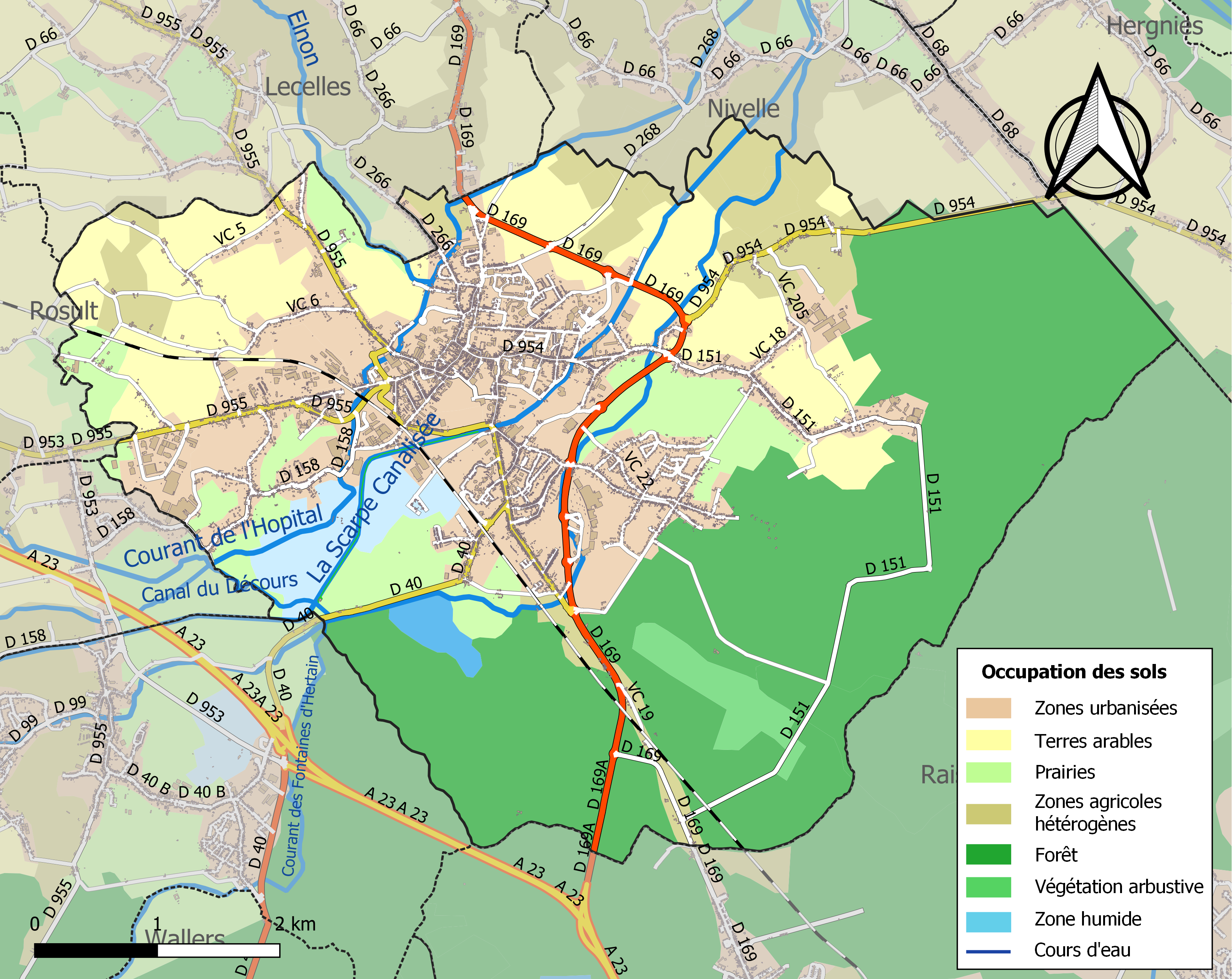
Kaart van de gemeente met belangrijkste infrastructuur, bodemgebruik en omliggende gemeenten

## Geschiedenis

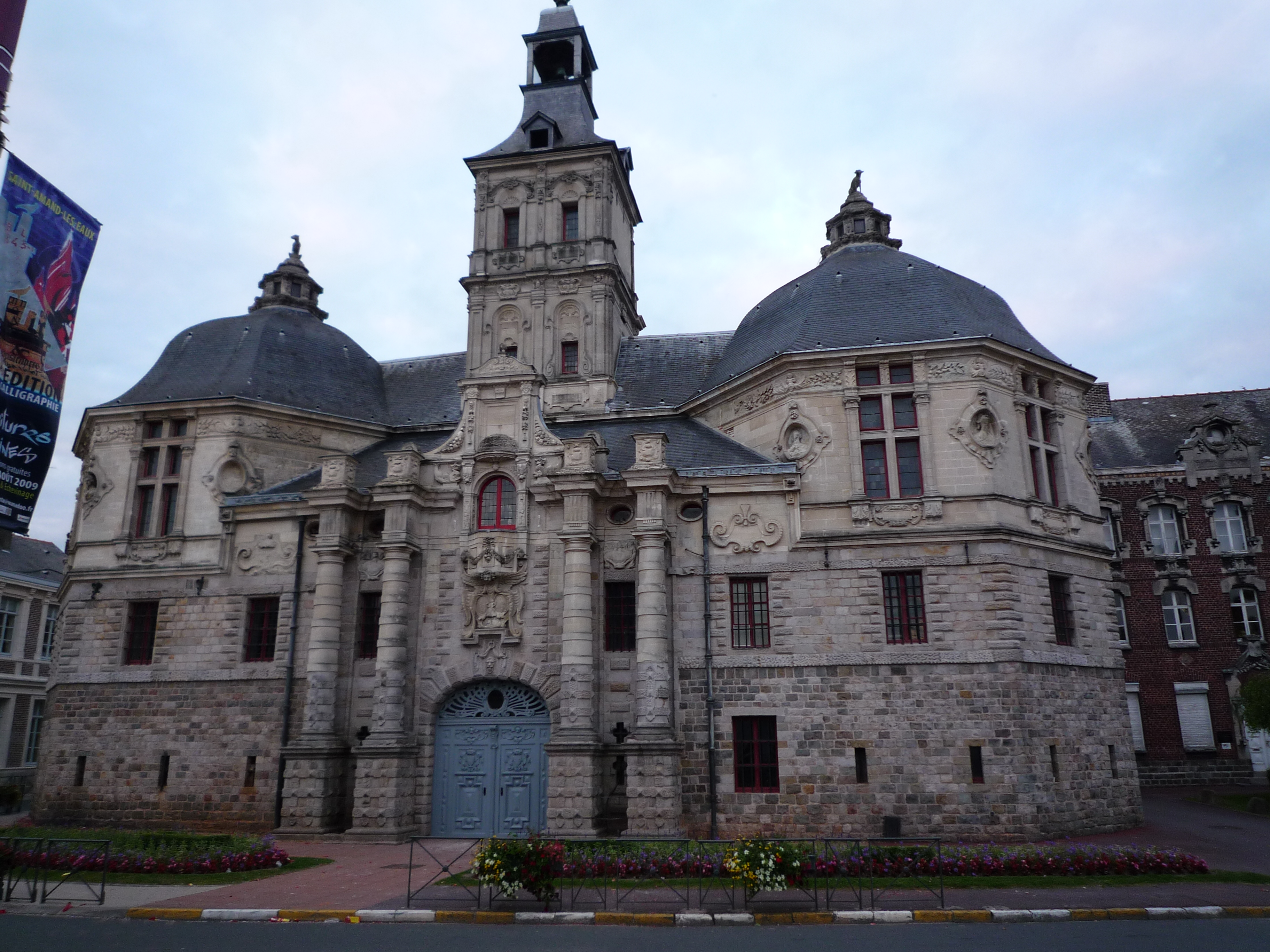
Schepenhuis

Saint-Amand-les-Eaux is ontstaan rondom de Sint-Amandsabdij, een van de belangrijkste abdijen van Henegouwen en Vlaanderen, rond 647 gesticht door Amandus van Gent, op het koninklijk domein Elnone dat hem, zoals beschreven in de Vita Sancti Amandi (Leven van Sint-Amandus) door zijn vriend koning Dagobert I was geschonken.
Saint-Amand heeft veel te lijden gehad onder oorlogsgeweld door zijn ligging tussen de Nederlanden en Frankrijk. De heerlijkheid Saint-Amand met de abt aan het hoofd lag in Het Doornikse (Tournaisis). Tot 1521 was Tournaisis Frans. Het werd veroverd door keizer Karel V en bleef onderdeel van de Spaanse Nederlanden tot 1668 (Verdrag van Aken). Terwijl de rest van Tournaisis in 1713 door de Vrede van Utrecht weer bij de Nederlanden kwam, bleven de heerlijkheid Saint-Amand en Mortagne Frans.
Het complex is tijdens de Franse Revolutie vrijwel geheel gesloopt. Van de benedictijner abdij zelf rest enkel de barokke toren van de kerk (1626), een creatie van architect Nicolas du Bois, maar de beelden die haar sieren, werden tijdens de revolutie verminkt. Het prachtige voormalige toegangscomplex in Vlaamse renaissance herbergt vandaag het gemeentehuis.
Na de Franse Revolutie was de officiële gemeente naam Saint-Amand, wat in 1962 werd uitgebreid tot Saint-Amand-les-Eaux.

## Bezienswaardigheden

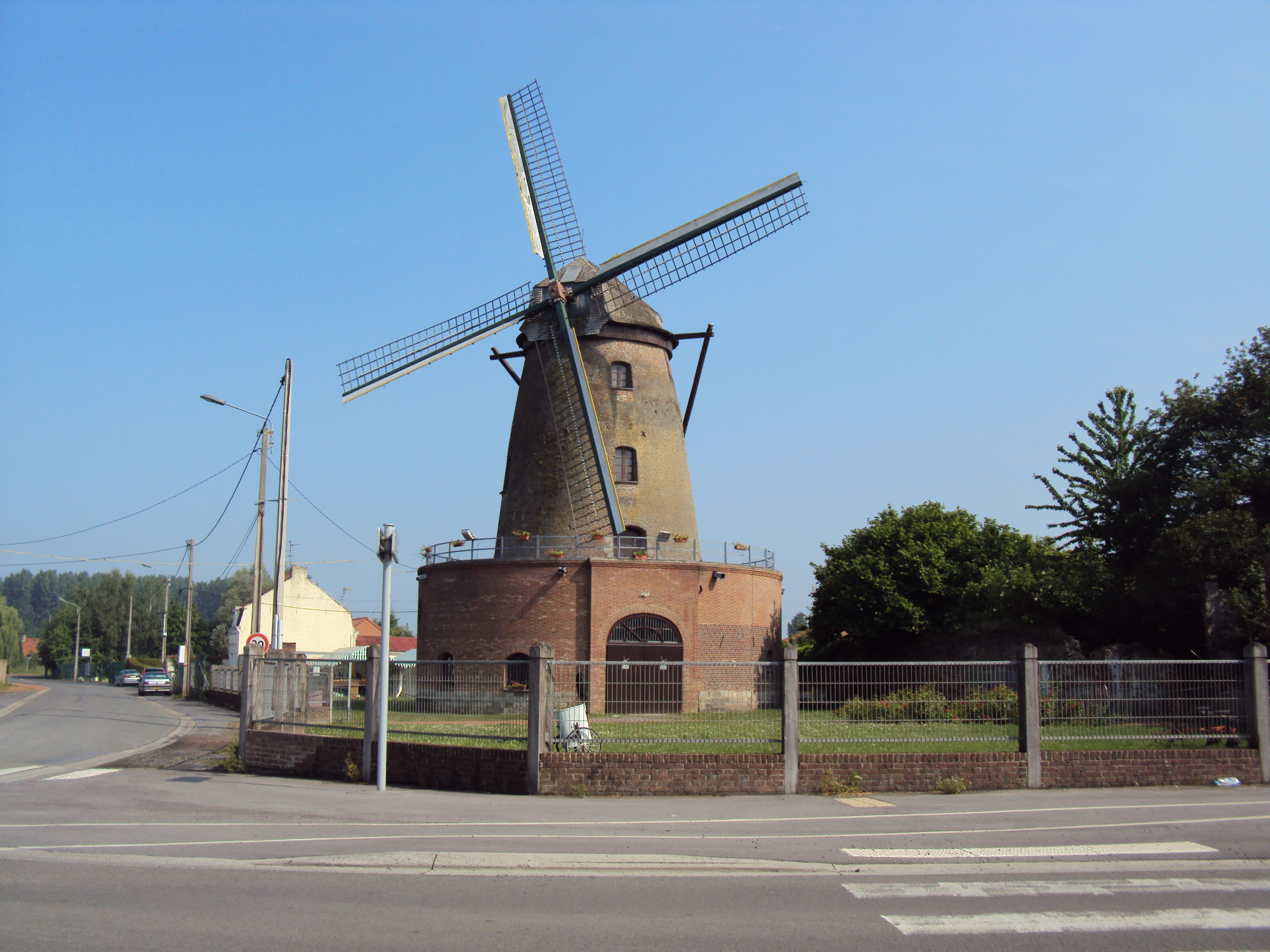
Moulin Blanc

- De oude toren van de vroegere kerk van de Sint-Amandsabdij, geklasseerd als monument historique in 1846.
- Het schepenhuis (l'échevinage), de voormalige ingang van de abdij, geklasseerd als monument historique in 1883.
- De Sint-Martinuskerk (Église Saint-Martin) in het stadscentrum is een classicistisch kerkgebouw van 1785.
- De Onze-Lieve-Vrouw-van-de-Ziekenkerk (Église Notre-Dame-des-Malades) in de wijk Moulin des Loups is een verbouwde parochiezaal met een bescheiden klokkengevel.
- De Sint-Jan-de-Doperkerk (Église Saint-Jean-Baptiste) in het gehucht La Croisette is een omstreeks 1900 verbouwde kapel in eclectische stijl.
- De Sit-Theresiakerk (Église Sainte-Thérèse) in de wijk Le Moulin Blanc
- De Moulin Blanc, een windmolen
- De stad telt verschillende bronnen, wat aanleiding gaf tot het ontstaan van een kuuroord en de productie van mineraalwater.
- Op de centrale gemeentelijke begraafplaats van Saint-Amand-les-Eaux bevindt zich een Brits oorlogsgraf uit de Eerste Wereldoorlog, alsook het graf van Louise de Bettignies, spionne voor de Britten tijdens de Eerste Wereldoorlog geboren in de gemeente.

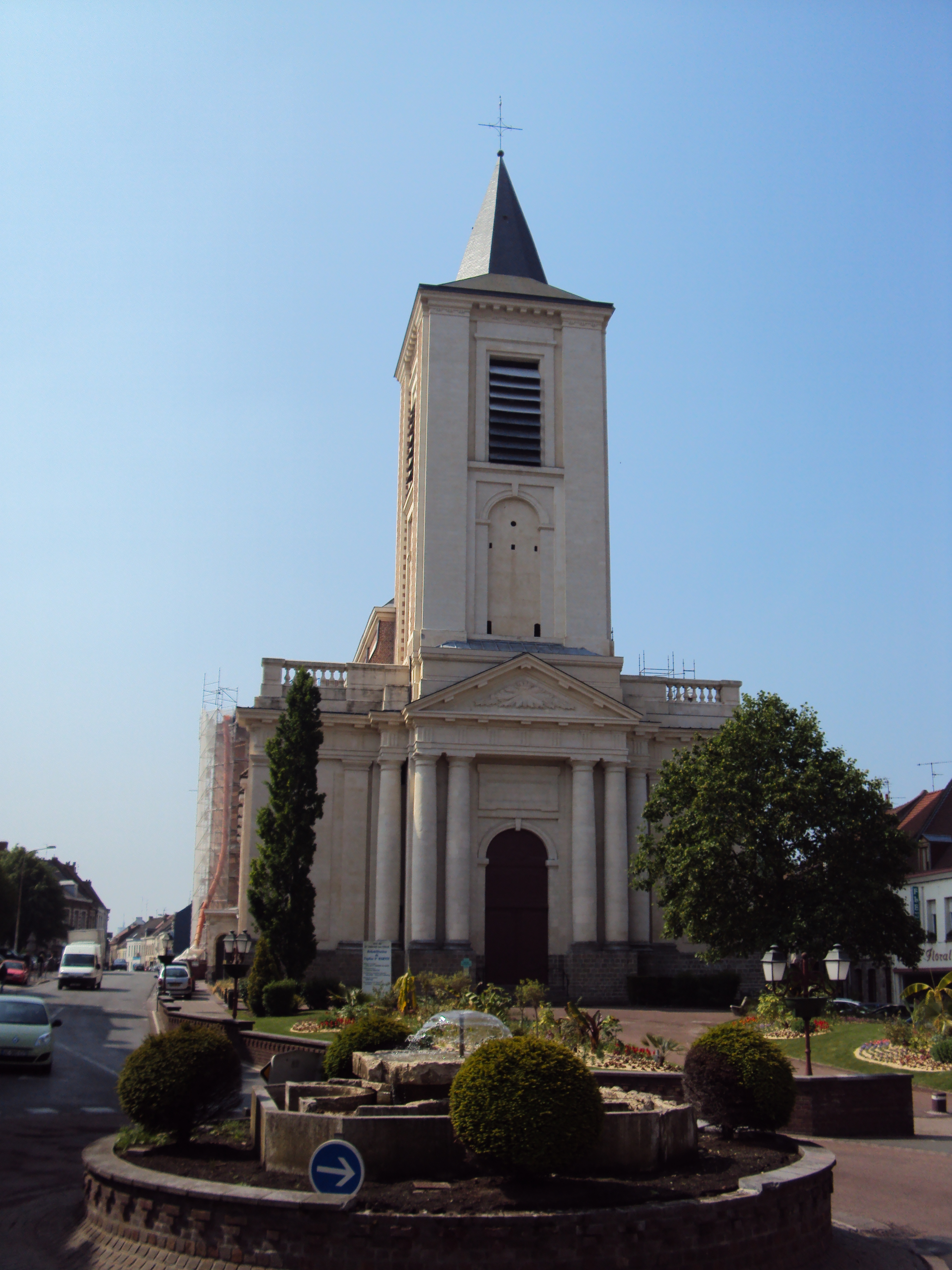
Église Saint-Martin
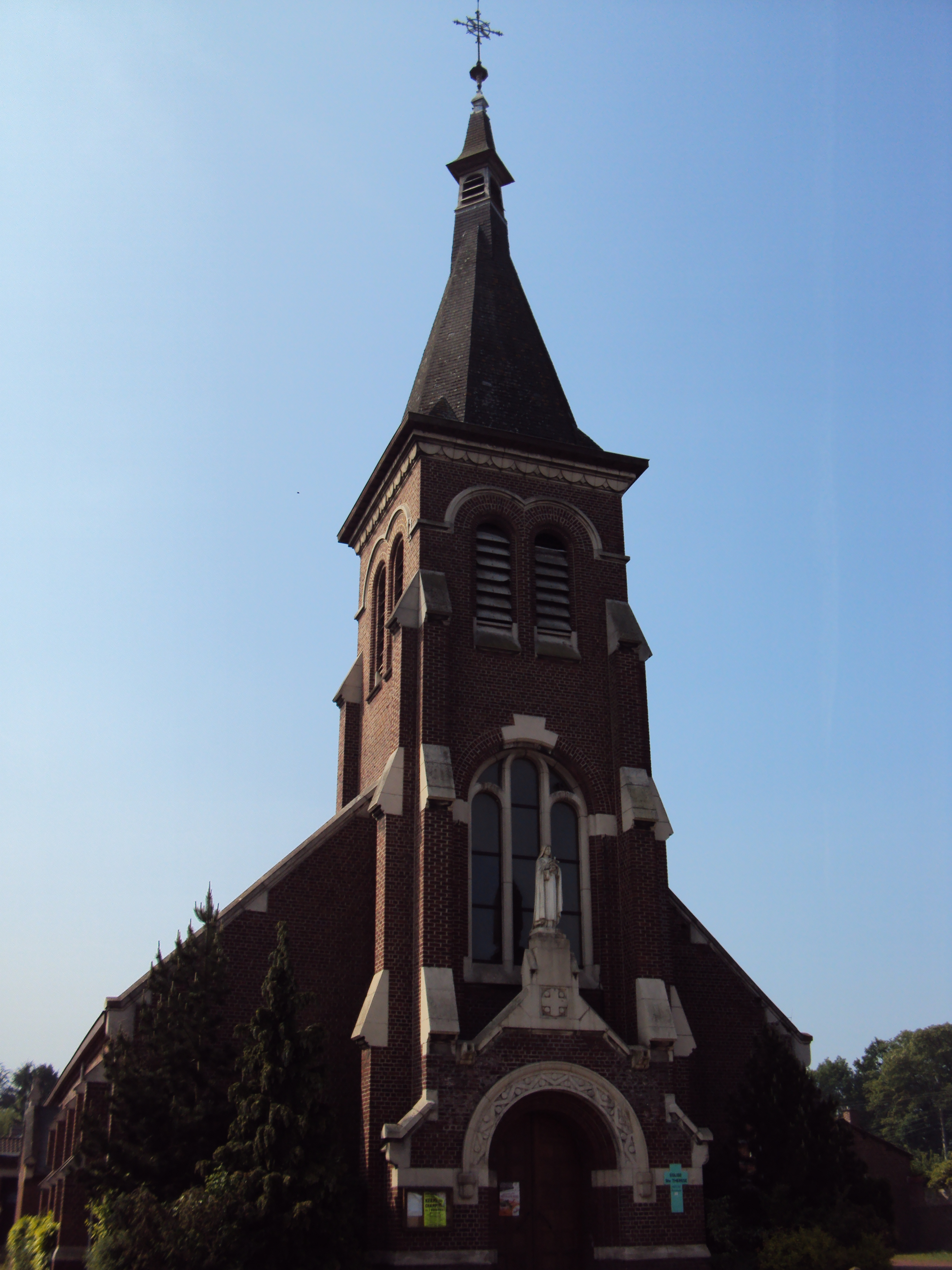
Église Sainte-Thérèse
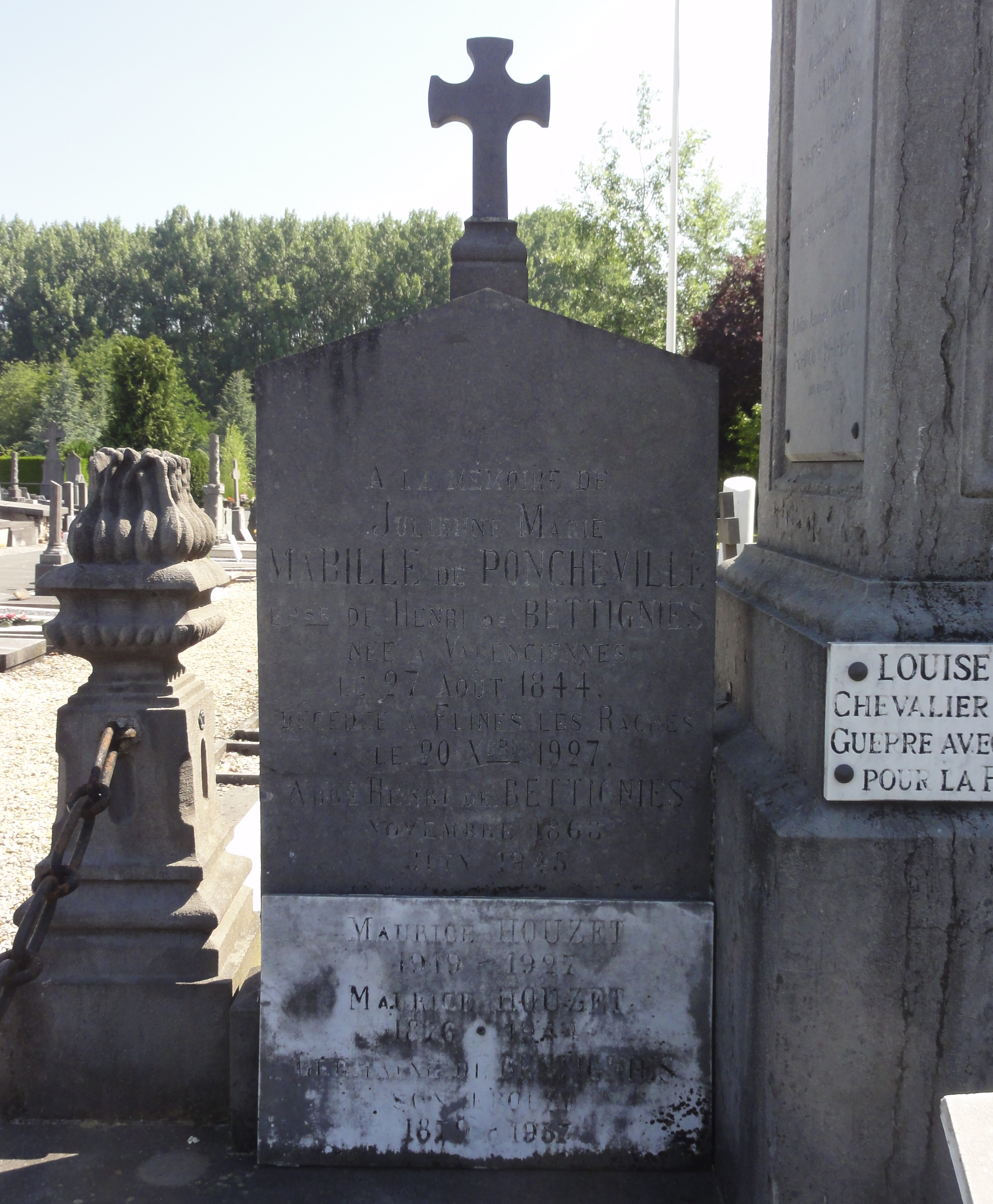
Grafsteen van Louise de Bettignies.

## Economie
Hoewel er steenkool werd gevonden in Saint-Amand-les-Eaux is er nimmer een kolenmijn geopend. Wel werd de steenkool getransporteerd via de rivierhaven van Saint-Amand. Op het terrein van de textielindustrie was er sprake van de bewerking van wol, de fabricage van sokken en andere bonnetterie en enkele spinnerijen van wol en katoenin de 1e helgft van de 19e eeuw.

## Natuur en landschap
Saint-Amand-les-Eaux wordt doorstroomd door de Scarpe en de Courant de l'Hôpital. Ten zuiden van de stad bevindt zich een groot bosgebied van 4600 ha, het Forêt de Raismes-Saint-Amand-Wallers. De hoogte aan de Sint-Martinuskerk bedraagt 23 meter.

## Demografie
In 1673 telde de stad Saint-Amand 3.010 inwoners en de heerlijkheid met zijn verschillende dorpen in totaal 6.011 inwoners.
Onderstaande figuur toont het verloop van het inwonertal (bron: INSEE-tellingen).

## Verkeer en vervoer
In de stad bevindt zich het Station Saint-Amand-les-Eaux.

## Sport
Saint-Amand-les-Eaux was één keer etappeplaats in de wielerkoers Ronde van Frankrijk. De Fransman Jacques Esclassan was er in 1978 ritwinnaar.

## Bekende personen
- Amandus van Gent
- Louise de Bettignies

## Nabijgelegen kernen
Nivelle, Lecelles, Millonfosse, Vicogne, Bruille-Saint-Amand